# Kaoru Takayama
Kaoru Takayama (高山 薫 Takayama Kaoru?, nacido el 8 de julio de 1988 en Kanagawa) es un futbolista japonés que juega como delantero en el S. C. Sagamihara de la J2 League.

## Trayectoria

### Clubes
| Club                      | País  | Año       |
| ------------------------- | ----- | --------- |
| Shonan Bellmare           | Japón | 2011-2013 |
| Kashiwa Reysol            | Japón | 2014      |
| Shonan Bellmare           | Japón | 2015-2018 |
| Oita Trinita              | Japón | 2019-     |
| S. C. Sagamihara (cedido) | Japón | 2021-     |

## Estadística de carrera

### J. League
| Club            | Año   | J. League | J. League | Copa J. League | Copa J. League | Total | Total |
| Club            | Año   | Part.     | Goles     | Part.          | Goles          | Part. | Goles |
| --------------- | ----- | --------- | --------- | -------------- | -------------- | ----- | ----- |
| Shonan Bellmare | 2011  | 35        | 9         | -              | -              | 35    | 9     |
| Shonan Bellmare | 2012  | 38        | 6         | -              | -              | 38    | 6     |
| Shonan Bellmare | 2013  | 32        | 4         | 3              | 0              | 35    | 4     |
| Kashiwa Reysol  | 2014  | 32        | 4         | 10             | 0              | 42    | 4     |
| Shonan Bellmare | 2015  | 33        | 7         | 3              | 0              | 36    | 7     |
| Shonan Bellmare | 2016  | 33        | 4         | 5              | 0              | 38    | 4     |
| Shonan Bellmare | 2017  | 8         | 2         | -              | -              | 8     | 2     |
| Total           | Total | 211       | 36        | 21             | 0              | 232   | 36    |

## Palmarés

### Títulos nacionales
| Título         | Club            | País  | Año  |
| -------------- | --------------- | ----- | ---- |
| J2 League      | Shonan Bellmare | Japón | 2017 |
| Copa J. League | Shonan Bellmare | Japón | 2018 |

### Títulos internacionales
| Título           | Club (*)       | Sede    | Año  |
| ---------------- | -------------- | ------- | ---- |
| Copa Suruga Bank | Kashiwa Reysol | Kashiwa | 2014 |

(*) Incluyendo la selección